# North Luffenham
North Luffenham – wieś w Anglii, w hrabstwie Rutland. Leży 10 km na południowy wschód od miasta Oakham i 129 km na północ od Londynu. W 2001 miejscowość liczyła 704 mieszkańców.